# Communauté de communes de la vallée du Rognon
La communauté de communes de la Vallée du Rognon est une ancienne communauté de communes française, située dans le département de la Haute-Marne et la région Grand Est.

## Historique
La communauté de communes de la vallée du Rognon a été créée le 29 décembre 1999.
Par arrêté préfectoral du 6 décembre 2016, elle fusionne au 1er janvier 2017 avec la communauté de « Bourmont, Breuvannes, Saint-Blin » (44 communes) pour former la nouvelle Communauté de communes Meuse Rognon.

## Géographie
La communauté de communes est située dans le « Pays de Chaumont » au centre du département de la Haute-Marne.

## Composition
Elle regroupait les seize communes suivantes :
| Nom                          | Code Insee | Gentilé         | Superficie (km2) | Population (dernière pop. légale) | Densité (hab./km2) |
| ---------------------------- | ---------- | --------------- | ---------------- | --------------------------------- | ------------------ |
| Andelot-Blancheville (siège) | 52008      | Andelotiens     | 33,18            | 879 (2014)                        | 26                 |
| Bourdons-sur-Rognon          | 52061      | Bourdonnais     | 39,45            | 268 (2014)                        | 6,8                |
| Chantraines                  | 52107      | Chantrainois    | 10,42            | 218 (2014)                        | 21                 |
| Cirey-lès-Mareilles          | 52128      |                 | 14,59            | 129 (2014)                        | 8,8                |
| Consigny                     | 52142      | Consignéens     | 10,95            | 65 (2014)                         | 5,9                |
| Darmannes                    | 52167      | Darmannois      | 18,15            | 250 (2014)                        | 14                 |
| Domremy-Landéville           | 52173      |                 | 18,64            | 84 (2014)                         | 4,5                |
| Doulaincourt-Saucourt        | 52177      | Doulaincourtois | 43,86            | 861 (2014)                        | 20                 |
| Ecot-la-Combe                | 52183      | Ecotois         | 20,93            | 36 (2014)                         | 1,7                |
| Mareilles                    | 52313      | Mareillais      | 22,28            | 156 (2014)                        | 7                  |
| Montot-sur-Rognon            | 52335      | Montagnards     | 7,84             | 120 (2014)                        | 15                 |
| Reynel                       | 52420      | Reynellois      | 18,61            | 119 (2014)                        | 6,4                |
| Rimaucourt                   | 52423      | Rimaucourtois   | 20,26            | 686 (2014)                        | 34                 |
| Roches-Bettaincourt          | 52044      |                 | 41,38            | 600 (2014)                        | 14                 |
| Signéville                   | 52473      | Signévillois    | 8,08             | 100 (2014)                        | 12                 |
| Vignes-la-Côte               | 52523      |                 | 3,10             | 72 (2014)                         | 23                 |

## Organisation

### Liste des présidents
Le président de la communauté de communes est élu par le conseil communautaire.
| Période | Période       | Identité        | Étiquette | Qualité |
| ------- | ------------- | --------------- | --------- | ------- |
| ?       | ?             | Michel Huard    |           |         |
| ?       | décembre 2016 | Nicolas Lacroix |           |         |

### Siège
87 rue de la Division Leclerc, 52700 Andelot-Blancheville.

## Compétences
Nombre total de compétences exercées : 13.